# 토론토 FC II
토론토 FC II(Toronto Fooball Club II)는 MLS 넥스트 프로에 소속된 캐나다의 프로축구단으로 온타리오주 토론토를 연고지로 하고 있으며 요크 라이온스 스타디움을 홈 경기장으로 사용하고 있다.

## 역대 홈경기장
| 경기장             | 사용기간    | 장소          | 팀명         | 비고 |
| ------------------ | ----------- | ------------- | ------------ | ---- |
| 온타리오 사커 센터 | 2015년~현재 | 온타리오주 본 | 토론토 FC II | 빈칸 |

## 선수 명단

### 현역
참고: FIFA 자격 규정에 따라 소속된 국가대표팀 국기를 표시합니다. 선수는 복수의 FIFA 비회원국 국적을 가지고 있을 수 있습니다.
| 번호 | 포지션 | 국적 | 이름 |
| ---- | ------ | ---- | ---- |

| 번호 | 포지션 | 국적 | 이름   |
| ---- | ------ | ---- | ------ |
| 58   | DF     |      | 이탈로 |

## 메이저 리그 사커제휴팀
- 토론토 FC (토론토, 온타리오)

## 같이 보기
- 토론토 FC 아카데미